# Dragão Arena
O Dragão Arena é o pavilhão do Futebol Clube do Porto para as modalidades do clube. Com uma capacidade para cerca de dois mil espectadores, o pavilhão foi inaugurado em 23 de abril de 2009. Foi construído para substituir o antigo pavilhão, o Pavilhão Américo de Sá, que após demolição, levou as modalidades a utilizar casas emprestadas (tais como o Centro de Desportos e Congressos de Matosinhos, Pavilhão Municipal de Fânzeres ou Pavilhão Municipal de Santo Tirso, entre outros).[carece de fontes?]
Até 30 de Junho de 2019, adopta o nome comercial Dragão Caixa devido à parceria com a Caixa Geral de Depósitos.
O Dragão Arena, foi erguido num lote de aproximadamente 8.300 metros quadrados, tendo uma capacidade máxima de 2179 lugares sentados. [carece de fontes?]
Localiza-se junto do Estádio do Dragão, o estádio do FC Porto, e da Estação de Metro, e custou cerca de 12 milhões de euros. Foi desenhado pelos arquitectos Manuel Salgado, Jorge Estriga, Joana Pinheiro e Inês Cruz, tendo uma área de construção de 13 mil e novecentos metros quadrados.